# Josef Müller (Volkskundler)

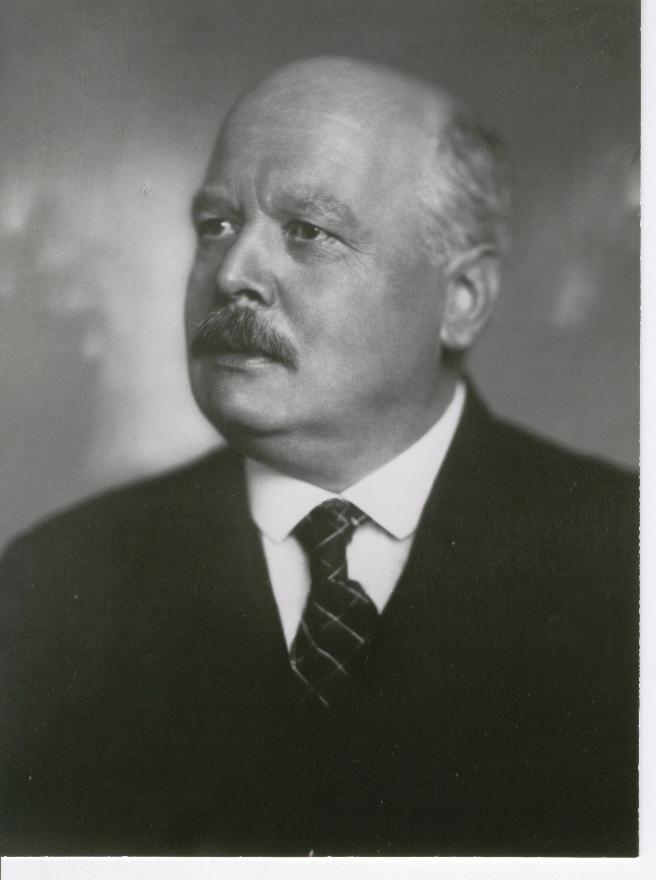
Josef Müller

Josef Müller (* 18. Dezember 1875 in Aegidienberg; † 5. Februar 1945 in Ittenbach) war ein Volkskundler und Herausgeber des Rheinischen Wörterbuchs.

## Leben
Müller besuchte die Volksschule in Aegidienberg, von 1885 bis 1888 die Höhere Knabenschule in Königswinter und ab 1889 das Gymnasium in Siegburg, wo er 1895 sein Abitur ablegte. Es folgte ein Studium in Bonn in den Fächern Germanistik (bei Wilhelm Wilmanns, Johannes Franck und Berthold Litzmann), Geschichte (bei Ritter), Latein und Griechisch (bei Bücheler und Usener). 1900 wurde Müller bei Johannes Franck mit Untersuchungen zur Lautlehre der Mundart von Aegidienberg promoviert. Nach dem Staatsexamen absolvierte er von 1900 bis 1903 seine Probezeit als Lehrer am Hohenzollern-Gymnasium in Düsseldorf. Ab 1903 war er Gymnasiallehrer in Trier und dann seit 1907 Studienrat am Beethoven-Gymnasium in Bonn. Durch die Bemühungen Johannes Francks, dem 1904 die Bearbeitung des Rheinischen Wörterbuchs übertragen worden war, wurde Müller zunächst teilweise, dann gänzlich vom Schuldienst beurlaubt, um als dessen Mitarbeiter die Sammlungen zum Aufbau des Rheinischen Wörterbuch-Archivs voranzutreiben. Nach Francks Tod im Januar 1914 übernahm Müller im Auftrag der Preußischen Akademie der Wissenschaften die Leitung des Rheinischen Wörterbuchs, nach dem Ersten Weltkrieg in enger räumlicher, seit 1930 auch in institutioneller Verbindung mit dem Institut für geschichtliche Landeskunde der Rheinlande an der Universität Bonn. Im Jahr 1922 erhielt er dort einen Lehrauftrag für Deutsche Volkskunde und wurde 1927 Honorarprofessor für dieses damals aufstrebende Fach. Im Jahr 1940 wurde Müller verabschiedet, doch bis zu seinem Tod arbeitete er weiter an der Vollendung des Rheinischen Wörterbuchs.

## Werk
Hauptwerk Müllers ist das Rheinische Wörterbuch. Es enthält auf mehr als 14.000 Spalten den lexikalischen Bestand der mittel- und niederfränkischen Dialekte um das Jahr 1900 in ausführlicher Dokumentation des gesamten Sprachgebrauchs sowie 209 wortgeografische Karten. Es beinhaltet zusätzlich Beispielsätze und Redensarten. Sowohl das Rheinische Wörterbuch als auch die kulturmorphologisch-interdisziplinär ausgerichteten volkskundlichen Arbeiten Müllers beeinflussten andere Werke, etwa zur Institutionalisierung weiterer großräumiger Dialektwörterbücher oder des Atlas der deutschen Volkskunde seit 1929.

## Werke
- Untersuchungen zur Lautlehre der Mundart von Aegidienberg, Dissertation (Teildruck), Bonn 1900.
- Joseph Müller: Die Nuß in rheinischer Sprache und Sitte. In: Zeitschrift des Vereins für rheinische und westfälische Volkskunde 14, 1917, S. 37–64.
- Rede des Volkes. In: Deutsche Volkskunde, herausgegeben von John Meier. Verlag Walter de Gruyter, Berlin u. Leipzig 1926, S. 169–192.
- Volkskunde. In: Hermann Aubin, Theodor Frings und Josef Müller, Kulturströmungen und Kulturprovinzen in den Rheinlanden. Verlag Röhrscheid, Bonn 1926, S. 186–227.
- Rheinisches Wörterbuch, Band I–VI, 1928–44, bearbeitet und herausgegeben von Josef Müller, Band VII–VIII, 1958–64, bearbeitet von Josef Müller, herausgegeben von Karl Meisen, Band IX, 1971, nach Vorarbeiten von Josef Müller bearbeitet und herausgegeben von Heinrich Dittmaier.
- Mitherausgeber: Rheinische Vierteljahrsblätter Band I–XII, 1931–42 und Zeitschrift des Vereins für rheinische und westfälische Volkskunde (seit 1934 Westdeutsche Zeitschrift für Volkskunde), Bd. 24–33, 1927–36.